# 업사이드 다운 (2015년 영화)
《업사이드 다운》은 세월호 침몰 사고를 다룬 다큐멘터리 영화로 김동빈이 감독했다.
이 영화는 킥스타터 캠페인에서 자금을 받았다.

## 출연진
- 박영우 : 성빈이 아버지 역
- 한복남 : 고운이 아버지 역
- 제삼열 : 세호 아버지 역
- 김현동 : 다영이 아버지 역